# Ocinaropsis obscura
Ocinaropsis obscura är en fjärilsart som beskrevs av Aurivillius 1905. Ocinaropsis obscura ingår i släktet Ocinaropsis och familjen ädelspinnare. Inga underarter finns listade i Catalogue of Life.